# Paulo Ricardo (padre)
Paulo Ricardo de Azevedo Júnior, mais conhecido como Padre Paulo Ricardo (Recife, 7 de novembro de 1967), é um sacerdote católico, escritor e professor universitário brasileiro.
Foi ordenado sacerdote no dia 14 de junho de 1992, pelo Papa João Paulo II. Atualmente, é vigário paroquial na paróquia Cristo Rei, em Várzea Grande (Mato Grosso), e se dedica à evangelização através dos meios de comunicação. Leciona teologia no Instituto Bento XVI, da Diocese de Lorena (São Paulo), desde 2011.
Foi apresentador do programa semanal Oitavo Dia, pela TV Canção Nova, em 2007. Apresenta o programa Arquidiocese em Comunhão, na Rádio Bom Jesus FM. Com mais de 1,4 milhão de seguidores no Facebook,  é uma liderança da direita conservadora no Brasil, seguidor de Olavo de Carvalho e apoiador de Jair Bolsonaro.

## Atuação
Foi um dos sacerdotes brasileiros selecionados para pregarem na Jornada Mundial da Juventude 2013, no Rio de Janeiro.
Participa, eventualmente, de comemorações católicas e manifestações na região de Cuiabá.
Seguidor do autointitulado filósofo Olavo de Carvalho, Paulo Ricardo é adepto da direita política e apoiador de Jair Bolsonaro,  já conferenciou no Senado, na Câmara dos Deputados e na Câmara Municipal de São Paulo.
Várias vezes foi convidado para palestrar na Comissão de Direitos Humanos da Câmara dos Deputados sobre assuntos como aborto e teorias da conspiração tais como "marxismo cultural", "ideologia de gênero" e Escola sem Partido.
Suas posições políticas, que seguem a linha da direita e ideias conspiratórias de Olavo de Carvalho e a artigos para o site Mídia Sem Máscara nos quais critica o marxismo e a Teologia da Libertação, renderam-lhe desavenças com alguns padres da diocese de Cuiabá no Mato Grosso e retaliações por meio de ataque hacker.
Em 4 de janeiro de 2019, Paulo Ricardo divulgou um vídeo com alegações infundadas de que, na Suécia, crianças são obrigadas a frequentar a escola vestidas da cor laranja dentro de um projeto educacional de ideologia de gênero, que obriga as crianças a ter uma sexualidade neutra. A declaração foi feita no programa Canção Nova e comentava a fala de Damares Alves segundo a qual "meninos vestem azul e meninas, rosa". Paulo Ricardo também alegou que os pais que não aceitassem, são obrigados a se exilar em ilhas no "Atlântico Norte". A Embaixada da Suécia em Brasília desmentiu as informações e explicou que o uso do uniforme escolar não é obrigatório no país, que todos são tratados iguais independente de gênero, origem, cor e religião. Também explicou que a Suécia não possui ilhas no Atlântico Norte e que o Estado não interfere em questões de cunho familiar.

## Livros
- A resposta católica. Campinas: Ecclesiae, 2013. ISBN 9788563160386
- Cristologia e Soteriologia. Campinas: Ecclesiae, 2011. ISBN 9788563160089
- Os mártires de hoje. Campinas: Ecclesiae, 2013. ISBN 9788563160256
- Teologia Fundamental I: Introdução à Teologia. Campinas: Ecclesiae, 2010. ISBN 9788563160010
- Trindade. Campinas: Ecclesiae, 2010. ISBN 9788563160133
- Vaticano II: ruptura ou continuidade? Campinas: Ecclesiae, 2009. ISBN 9788563160003
- Um Olhar que Cura. São Paulo: Editora Canção Nova, 2008. ISBN 9788576776734
- Uma Flor do Clero Cuiabano: biografia do Padre Armindo Maria de Oliveira, SDB (1882-1918). São Paulo: Paulus Editora, 1999. ISBN 9788534914819
- O Diário do Silêncio - O Alerta da Virgem Maria Contra o Comunismo no Brasil: o Alerta da Virgem Maria Contra o Comunismo no Brasil. Ecclesiae. (Prefácio.) ISBN 8584911049